# Roger Sablonier
Roger Sablonier (* 16. April 1941 in Uster; † 8. Juni 2010 in Zug) war ein Schweizer Historiker.

## Leben
Sablonier war väterlicherseits jenischer Herkunft und wuchs in bescheidenen Verhältnissen auf. Er studierte Allgemeine Geschichte, Französische Sprachgeschichte und Mittellateinische Philologie an der Universität Zürich, in Paris und Barcelona und schloss in Zürich mit dem Lizenziat ab. Er promovierte 1967 bei Marcel Beck mit einer Dissertation zum spätmittelalterlichen Kriegswesen. Anschliessend arbeitete er beim AKAD-Verlag. Von 1972 bis 1979 war er Oberassistent am Historischen Seminar der Universität Zürich. Er habilitierte sich 1977 mit einer Studie zum Adel der Ostschweiz um 1300. 1979 wurde er an der Universität Zürich zum ausserordentlichen und 1984 zum ordentlichen Professor für Geschichte des Mittelalters berufen. 2006 wurde er emeritiert. 1981 und 1983 war er Gastprofessor an der École des Hautes Études en Sciences Sociales in Paris.
Seine Forschungsschwerpunkte waren die Geschichte der ländlichen Gesellschaft der Ostschweiz, Verschriftlichungsprozesse, die Geschichte des Ostschweizer Adels im Spätmittelalter, die politische Kultur der Alten Eidgenossenschaft, die Geschichtskultur der Schweiz im 19. und 20. Jahrhundert und die museale Umsetzung von mediävistischen Erkenntnissen.
Der wissenschaftliche Nachlass von Roger Sablonier befindet sich im Universitätsarchiv Zürich.

## Schriften (Auswahl)
- Krieg und Kriegertum in der Crònica des Ramon Muntaner. Eine Studie zum spätmittelalterlichen Kriegswesen aufgrund katalanischer Quellen. Lang, Bern 1971, DNB 571135021 (Dissertation, Universität Zürich, 1971).
- Adel im Wandel: Eine Untersuchung zur sozialen Situation des ostschweizerischen Adels um 1300. Vandenhoeck und Ruprecht, Göttingen 1979, ISBN 3-525-35379-0; neue Ausgabe: Chronos, Zürich 2000, ISBN 3-905313-55-3 (Habilitationsschrift, Universität Zürich, 1977).
- Fällanden: Wirtschaft und soziales Leben eines Dorfes vor 1800. Chronos, Zürich 1986, DNB 206576269.
- mit Konrad Wanner, Alfred Zangger: Inventar spätmittelalterlicher Wirtschafts- und Verwaltungsquellen im Staatsarchiv des Kantons Zürich. Historisches Seminar der Universität Zürich, Zürich 1990 OCLC 652211295.
- mit Werner Meyer, Guy P. Marchal: Gesellschaft, Alltag, Geschichtsbild (= Innerschweiz und frühe Eidgenossenschaft. Band 2). Walter, Olten 1990, ISBN 3-530-39555-2.
- mit Walter Leimgruber, Thomas Meier: Das Hilfswerk für die Kinder der Landstrasse: Historische Studie aufgrund der Akten der Stiftung Pro Juventute im Schweizerischen Bundesarchiv. Eidgenössische Drucksachen und Materialzentrale, Bern 1998, ISBN 3-908439-00-0.
- hrsg. mit Thomas Meier: Wirtschaft und Herrschaft: Beiträge zur ländlichen Gesellschaft in der östlichen Schweiz (1200–1800). Chronos, Zürich 1999, ISBN 3-905313-18-9.
- Gründungszeit ohne Eidgenossen: Politik und Gesellschaft in der Innerschweiz um 1300. Hier + Jetzt, Baden 2008, ISBN 978-3-03919-085-0.